# Dante Luciani (Musiker)
Dante Luciani (* um 1955 in Philadelphia) ist ein US-amerikanischer Jazzposaunist und Hochschullehrer.

## Leben und Wirken
Luciani war ab den 1970er-Jahren in der amerikanischen Jazzszene aktiv; erste Aufnahmen entstanden 1977 in New York City bei Arturo Sandoval (Rumba Palace). In den folgenden Jahren arbeitete er in dem Orchestern und Ensembles von Maynard Ferguson, Woody Herman, Melton Mustafa und mit Richie Cole & the Alto Madness Orchestra. Außerdem gehörte er der Concert Jazz Band der Miami University, dem South Florida Jazz Orchestra (SFJO Presents a Trumpet Summit (2012), u. a. mit Wayne Bergeron, Brian Lynch, Greg Gisbert, Alex Norris) und The Fourteen Jazz Orchestra unter Leitung von Dan Bonsanti an. Um 2011 nahm er mit Michał Wierba und Piotr Schmidt das gemeinsame Album Black Monolith (SJ Records) auf.
Luciani arbeitete des Weiteren mit dem Naples Jazz Philharmonic und in Ira Sullivans Inter-Outer Continental Quintet. Im Laufe seiner Karriere spielte er bisher auch mit der Dizzy Gillespie All Star Big Band, Slide Hampton, Michael Brecker, Bob Mintzer, Nat Adderley, James Moody, Mickey Roker, Shirley Scott, Dr. Lonnie Smith, Elvis Costello, Paul Anka, Frank Sinatra, Frank Sinatra Jr. und Gloria Estefan. In Osteuropa tourte er als Solist mit Janusz Szprot und dessen Band Young at Heart. Im Bereich des Jazz war er zwischen 1977 und 2015 an 17 Aufnahmesessions beteiligt, außer den Geannten in Florida mit Ed Calle’s Mamblue Big Band, Jef Jordan, Jerry Van & the Big Band of the '90S, Christopher Jentsch, Paulette Dozier und Frank Derrick. Luciani ist Professor für Jazzstudien und Jazzposaune an der Miami University.